# Ioan Gruffudd

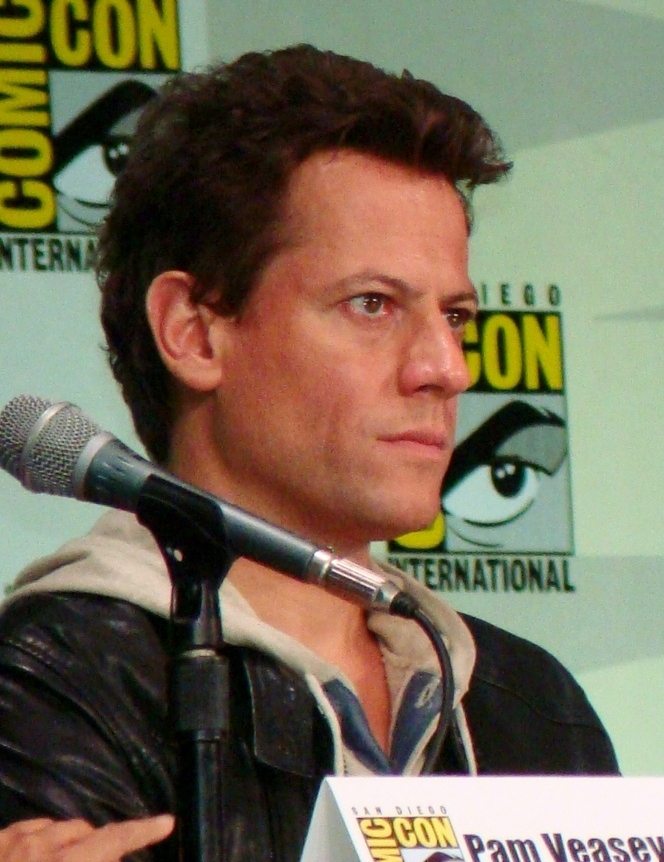
Ioan Gruffudd (2011)

Ioan Gruffudd (kymr. [ˈjo.an ˈɡrɪ.fɪð] ; * 6. Oktober 1973 in Cardiff) ist ein britisch-US-amerikanischer Schauspieler.

## Leben
Gruffudd begann seine Karriere im Alter von 14 Jahren als Schauspieler in der walisischen Seifenoper Pobol y Cwm (1989–1994). Nach Abschluss seines Schauspielstudiums an der Royal Academy of Dramatic Art in London wirkte er in mehreren Projekten mit; unter anderem verkörperte er Jeremy Poldark in der gleichnamigen Familiensaga. Mehr Aufmerksamkeit erhielt er jedoch erst durch die Rolle als 5. Offizier Harold Lowe im Hollywood-Blockbuster Titanic. Im englischsprachigen Raum wurde er durch seine Darbietung als Titelheld der Romanverfilmungen von Cecil Scott Foresters Hornblower bekannt. Andere Hauptrollen folgten, darunter die Rolle als Solomon in dem walisischen Drama Salomon und Gaenor, das im Jahr 2000 für den Oscar in der Kategorie Bester Fremdsprachiger Film nominiert war.
2004 verkörperte er an der Seite von Clive Owen (Arthur) und Keira Knightley (Guinevere) in Jerry Bruckheimers King Arthur den Ritter Lancelot. Im Jahr 2005 folgte die Rolle als Mr. Fantastic in der Comic-Verfilmung der Fantastic Four. Die Rolle übernahm er erneut in Fantastic Four: Rise of the Silver Surfer im Jahr 2007. Von September 2011 bis Mai 2012 war er als Andrew Martin in der The-CW-Serie Ringer zu sehen. Von 2014 bis 2015 war er als Hauptdarsteller in der Serie Forever zu sehen.
Bei den Dreharbeiten zu 102 Dalmatiner lernte er Alice Evans kennen, sie heirateten am 14. September 2007. Gemeinsam hat das Paar zwei Töchter, die im September 2009 und 2013 geboren wurden. Im Januar 2021 trennte sich Gruffudd von seiner Frau und reichte am 1. März 2021 die Scheidung ein. Nachdem er eine neue Beziehung im Oktober 2021 bekanntgab, reichte er im Februar 2022 eine einstweilige Verfügung in Folge von häuslicher Gewalt gegen Evans ein. Sein bester Freund ist Matthew Rhys, der ebenfalls walisischer Schauspieler ist. Gruffudd kündigte die britische Rockband Keane bei Live Earth im Londoner Wembley-Stadion an. Außerdem ist er Mitglied in der walisischen Bardenvereinigung Gorsedd of Bards. Mittlerweile hat der gebürtige Waliser, der bereits seit Jahren in Los Angeles lebt, (zusätzlich zur britischen) die US-amerikanische Staatsbürgerschaft erhalten.

## Filmografie (Auswahl)
Filme
- 1995: Double Exposure – A Relative Stranger (Fernsehfilm)
- 1996: Poldark (Fernsehfilm)
- 1997: Oscar Wilde (Wilde)
- 1997: Titanic
- 1998: Hornblower: Die gleiche Chance (Hornblower: The Even Chance, Fernsehfilm)
- 1998: Hornblower: Die Leutnantsprüfung (Hornblower: The Examination for Lieutenant, Fernsehfilm)
- 1999: Hornblower: Die Herzogin und der Teufel (Hornblower: The Duchess and the Devil, Fernsehfilm)
- 1999: Hornblower: Froschfresser und Rotröcke (Hornblower: The Frogs and the Lobsters, Fernsehfilm)
- 1999: Great Expectations (Fernsehfilm)
- 1999: Salomon und Gaenor (Solomon and Gaenor)
- 1999: Warriors – Einsatz in Bosnien (Warriors – Peacekeepers, Fernsehfilm)
- 2000: 102 Dalmatiner (102 Dalmatians)
- 2001: Another Life
- 2001: Hornblower: Meuterei (Hornblower: Mutiny, Fernsehfilm)
- 2001: Hornblower: Vergeltung (Hornblower: Retribution, Fernsehfilm)
- 2001: Very Annie Mary
- 2001: Hand in Hand mit dem Tod (Happy Now)
- 2001: Black Hawk Down
- 2002: Shooters
- 2002: Männlich, allein erziehend sucht (Man and Boy, Fernsehfilm)
- 2002: The Gathering
- 2003: Hornblower: Loyalität (Hornblower: Loyalty, Fernsehfilm)
- 2003: Hornblower: Pflichten (Hornblower: Duty, Fernsehfilm)
- 2003: This Girl’s Life – Mein Leben als Pornostar (This Girl’s Life)
- 2004: King Arthur
- 2005: The Little Things (Kurzfilm)
- 2005: Fantastic Four
- 2006: The TV Set
- 2006: Amazing Grace
- 2007: Fantastic Four: Rise of the Silver Surfer
- 2008: Zurück im Sommer (Fireflies In The Garden)
- 2008: Das Geheimnis der Mondprinzessin (The Secret of Moonacre)
- 2008: W. – Ein missverstandenes Leben (W.)
- 2011: Sanctum
- 2011: Kill the Boss (Horrible Bosses)
- 2011: Foster
- 2013: Der Abenteurer – Der Fluch des Midas (The Adventurer: The Curse of the Midas Box)
- 2014: Playing It Cool
- 2015: San Andreas
- 2019: The Professor and the Madman
- 2020: Code Ava – Trained to Kill (Ava)
- 2024: Bad Boys: Ride or Die

Serien
- 1994: Pobol Y Cwm (Folge 55)
- 1997: A Mind to Kill (Folge 2x06)
- 1999: Love in the 21st Century (Folge 1x04)
- 2002: The Forsyte Saga (Miniserie, 4 Folgen)
- 2004: Century City (9 Folgen)
- 2011–2012: Ringer (22 Folgen)
- 2013: Castle (Folge 5x21 Wachtel oder Täubchen)
- 2013: Dr. Dani Santino – Spiel des Lebens (Necessary Roughness, Folge 3x04)
- 2013: Glee (2 Folgen)
- 2014–2015: Forever (22 Folgen)
- 2016: UnREAL (5 Folgen)
- 2017, 2020: Liar (12 Folgen)
- 2018–2021: Harrow (30 Folgen)
- 2022: Das Mädchen und die Nacht (La jeune fille et la nuit, 6 Folgen)
- 2025: Elsbeth (Folge 2x11)